# Alfred Seeliger
Alfred Oskar Karl Wilhelm Seeliger (* 1. Januar 1867 in Hammer bei Posen; † 6. Juli 1938 in Stadt Wehlen) war ein deutscher Mediziner, Herausgeber und Schriftleiter.

## Leben und Wirken
Er war der Sohn des Gutsbesitzers Karl August Seeliger und dessen Ehefrau Mathilde geborene Menzel. Nach dem Besuch des Friedrich-Wilhelm-Gymnasiums Posen studierte Seeliger Philosophie und Medizin in München und Berlin. Während seines Studiums wurde er 1888 Mitglied der Burschenschaft Danubia München. 1894 machte er seine ärztliche Staatsprüfung und das Examen rigorosum in Berlin. In Berlin wurde er 1895 zum Dr. med. promoviert.
Er war als praktischer Arzt tätig und hatte zunächst seine Praxis in der Schönhauser Allee 173 in Berlin. In Berlin hatte er bereits vor 1900 den Konservativen Wahlverein geleitet und war Ortsgruppenleiter im Alldeutschen Verband.
Nach dem Ersten Weltkrieg ließ er sich 1919 in der Sächsischen Schweiz in Wehlen nieder, wo er Sanitätsrat wurde. Sein dortiges Haus nutzte er auch als Begegnungsstätte der völkischen Prominenz (Bruno Tanzmann, Theodor Fritsch, Willibald Hentschel). Der Publizist Ernst Wachler bezeichnete Seeligers Haus in Wehlen als Weihestätte für Deutschlands Wiederaufstieg. 1920/21 gab er die Halbmonatsschrift Die Krone. Zeitschrift zur Pflege des monarchischen Gedankens heraus. Seeliger war ab 1921 Sympathisant und Mitglied der Hitlerbewegung und unterstützte Fritz Sauckel bei dessen Zeitung Deutscher Aar. 1923 wurde er in den Vorstand der völkischen Siedlung Heimatland gewählt. Gleichzeitig war er im Vorstand des Deutschen Erneuerungsgemeinde. 1928 trat der der NSDAP bei. Für das Sächsische Ärzteblatt wirkte er als Schriftleiter. Ab 1932 war er außerdem für die Beilage des Nationalsozialistischen Deutschen Ärztebundes Gesundes Volk in der NSDAP-Tageszeitung Der Freiheitskampf zuständig. Ende Mai 1933 war er Mitgestalter der Tagung des NSD-Ärztebundes in Dresden.
1938 erlag er im Alter von 71 Jahren einem Schlaganfall.

## Schriften (Auswahl)
- Über die primären Geschwülste des Peritoneums. Dissertation, Berlin 1895.
- Die Weisheit unseres Leibes. In: Der Freiheitskampf, Ausgabe Gau Sachsen vom 8. August 1931, S. 6
- Das Wunder in Hitlers Wesen und Wirken. In: Der Freiheitskampf, Ausgabe Stadt Dresden vom 12. März 1932, S. 11
- Hitler, der Arzt des deutschen Volkes. In: Der Freiheitskampf, Ausgabe Stadt Dresden vom 7. Mai 1932, S. 9.
- Dühring und Cohn. In: Der Freiheitskampf, Ausgabe Ostsachsen vom 1. Februar 1933, S. 10.
- Broschüre: Brief eines reichsdeutschen Nationalsozialisten an einen auslandsdeutschen Freund. Leipzig 1933.